# Чемпионат СССР по гандболу среди женщин
Чемпионат СССР по гандболу среди женских команд проводился с 1956 по 1991 годы, в сезоне-1991/92 проходил под названием «Открытый чемпионат СНГ». Организацией соревнований занималась Всесоюзная секция ручного мяча (с 1959 года — Федерация ручного мяча СССР).

## Чемпионаты по гандболу 11×11
Первые шесть чемпионатов прошли по правилам гандбола 11×11. В связи с тем, что во многих странах Европы к тому времени уже отдавали предпочтение современной разновидности игры — на малом поле с семью игроками в команде — было принято решение с 1962 года проводить чемпионаты СССР по гандболу 7×7.
| №   | Год  | 1-е место            | 2-е место                       | 3-е место            |
| --- | ---- | -------------------- | ------------------------------- | -------------------- |
| I   | 1956 | «Буревестник» (Киев) | ЦСК МО (Москва)                 | «Жальгирис» (Каунас) |
| II  | 1957 | «Жальгирис» (Каунас) | «Спартак» (Московская область)  | «Буревестник» (Киев) |
| III | 1958 | «Локомотив» (Одесса) | «Жальгирис» (Каунас)            | МАИ (Москва)         |
| IV  | 1959 | «Локомотив» (Одесса) | «Буревестник» (Киев)            | «Жальгирис» (Каунас) |
| V   | 1960 | «Жальгирис» (Каунас) | Команда Калининграда, Мос. обл. | «Локомотив» (Одесса) |
| VI  | 1961 | «Локомотив» (Одесса) | «Жальгирис» (Каунас)            | «Прожектор» (Москва) |

## Чемпионаты по гандболу 7×7
Первый чемпионат прошёл с 24 марта по 12 апреля 1962 года с участием 18 коллективов. Победителем стала команда «Труд» из Москвы, набравшая одинаковое количество очков с одесским «Локомотивом», но переигравшая его в дополнительном матче за звание чемпиона СССР со счётом 7:6.
Всего было проведено 30 чемпионатов СССР, в сезоне-1991/92 был сыгран Открытый чемпионат СНГ. Призёрами первенств становились команды из 13 городов Советского Союза, а чемпионское звание выигрывали только пять клубов. Единственной командой, принимавшей участие во всех чемпионатах по высшей лиге, является «Бакинка», в разные годы выступавшая также под названиями «Локомотив», «Спартак», ФСТ, «Автомобилист».
Особняком стоят достижения киевского «Спартака», занимавшего под руководством своего бессменного наставника Игоря Турчина первое место на протяжении двадцати лет подряд. 5 побед у столичного «Луча» Лазаря Гуревича (до 1965 года команда носила название «Труд»), по две — у каунасского «Жальгириса» (тренер — Фауста Бимбене), «Кубани» (Александр Тарасиков) и «Ростсельмаша» (Александр Панов).

### Призёры
| №                      | Год  | 1-е место                      | 2-е место                      | 3-е место                      |
| ---------------------- | ---- | ------------------------------ | ------------------------------ | ------------------------------ |
| I                      | 1962 | «Труд» (Москва)                | «Локомотив» (Одесса)           | «Жальгирис» (Каунас)           |
| II                     | 1963 | «Труд» (Москва)                | «Жальгирис» (Каунас)           | «Буревестник» (Черкассы)       |
| III                    | 1964 | «Труд» (Москва)                | «Жальгирис» (Вильнюс)          | «Жальгирис» (Каунас)           |
| IV                     | 1965 | «Труд» (Москва)                | «Жальгирис» (Каунас)           | «Спартак» (Баку)               |
| V                      | 1966 | «Жальгирис» (Каунас)           | «Луч» (Москва)                 | «Труд» (Свердловск)            |
| VI                     | 1967 | «Жальгирис» (Каунас)           | «Спартак» (Киев)               | «Луч» (Москва)                 |
| VII                    | 1968 | «Луч» (Москва)                 | «Калининец» (Свердловск)       | «Спартак» (Киев)               |
| VIII                   | 1969 | «Спартак» (Киев)               | «Луч» (Москва)                 | «Калининец» (Свердловск)       |
| IX                     | 1970 | «Спартак» (Киев)               | «Спартак» (Баку)               | «Луч» (Москва)                 |
| X                      | 1971 | «Спартак» (Киев)               | «Спартак» (Баку)               | «Луч» (Москва)                 |
| XI                     | 1972 | «Спартак» (Киев)               | «Спартак» (Баку)               | «Луч» (Москва)                 |
| XII                    | 1973 | «Спартак» (Киев)               | «Спартак» (Баку)               | «Луч» (Москва)                 |
| XIII                   | 1974 | «Спартак» (Киев)               | ФСТ (Баку)                     | «Жальгирис» (Каунас)           |
| XIV                    | 1975 | «Спартак» (Киев)               | «Луч» (Москва)                 | «Искож» (Кишинёв)              |
| XV                     | 1976 | «Спартак» (Киев)               | ФСТ (Баку)                     | «Ростсельмаш» (Ростов-на-Дону) |
| XVI                    | 1977 | «Спартак» (Киев)               | ФСТ (Баку)                     | ЗИИ (Запорожье)                |
| XVII                   | 1978 | «Спартак» (Киев)               | «Жальгирис» (Каунас)           | ФСТ (Баку)                     |
| XVIII                  | 1979 | «Спартак» (Киев)               | «Ростсельмаш» (Ростов-на-Дону) | «Жальгирис» (Каунас)           |
| XIX                    | 1980 | «Спартак» (Киев)               | «Ростсельмаш» (Ростов-на-Дону) | «Автомобилист» (Баку)          |
| XX                     | 1981 | «Спартак» (Киев)               | «Ростсельмаш» (Ростов-на-Дону) | «Эгле» (Вильнюс)               |
| XXI                    | 1982 | «Спартак» (Киев)               | «Ростсельмаш» (Ростов-на-Дону) | «Автомобилист» (Баку)          |
| XXII                   | 1983 | «Спартак» (Киев)               | «Сельхозтехника» (Краснодар)   | «Автомобилист» (Баку)          |
| XXIII                  | 1984 | «Спартак» (Киев)               | «Сельхозтехника» (Краснодар)   | «Автомобилист» (Баку)          |
| XXIV                   | 1985 | «Спартак» (Киев)               | «Автомобилист» (Баку)          | «Азот» (Невинномысск)          |
| XXV                    | 1986 | «Спартак» (Киев)               | «Сельхозтехника» (Краснодар)   | «Автомобилист» (Баку)          |
| XXVI                   | 1987 | «Спартак» (Киев)               | «Кубань» (Краснодар)           | «Эгле» (Вильнюс)               |
| XXVII                  | 1988 | «Спартак» (Киев)               | «Кубань» (Краснодар)           | «Ростсельмаш» (Ростов-на-Дону) |
| XXVIII                 | 1989 | «Кубань» (Краснодар)           | «Ростсельмаш» (Ростов-на-Дону) | «Спартак» (Киев)               |
| XXIX                   | 1990 | «Ростсельмаш» (Ростов-на-Дону) | «Спартак» (Киев)               | «Кубань» (Краснодар)           |
| XXX                    | 1991 | «Ростсельмаш» (Ростов-на-Дону) | «Спартак» (Киев)               | «Кубань» (Краснодар)           |
| Открытый чемпионат СНГ |      |                                |                                |                                |
|                        | 1992 | «Кубань» (Краснодар)           | «Бакинка» (Баку)               | «Мотор» (Запорожье)            |

### Медальная таблица
| Клуб                           | Med_1.png | Med_2.png | Med_3.png |
| ------------------------------ | --------- | --------- | --------- |
| «Спартак» (Киев)               | 20        | 3         | 2         |
| «Луч» (Москва)                 | 5         | 3         | 5         |
| «Кубань» (Краснодар)           | 2         | 5         | 2         |
| «Ростсельмаш» (Ростов-на-Дону) | 2         | 5         | 2         |
| «Жальгирис» (Каунас)           | 2         | 3         | 4         |
| «Бакинка» (Баку)               | 0         | 9         | 7         |
| «Калининец» (Свердловск)       | 0         | 1         | 2         |
| «Жальгирис» (Вильнюс)          | 0         | 1         | 0         |
| «Локомотив» (Одесса)           | 0         | 1         | 0         |
| «Мотор» (Запорожье)            | 0         | 0         | 2         |
| «Эгле» (Вильнюс)               | 0         | 0         | 2         |
| «Азот» (Невинномысск)          | 0         | 0         | 1         |
| «Буревестник» (Черкассы)       | 0         | 0         | 1         |
| «Искож» (Кишинёв)              | 0         | 0         | 1         |

## Самые титулованные игроки
Гандболистки, побеждавшие на чемпионатах СССР 5 и более раз
| Титулы | Игрок                       | Клубы                        | Годы                       |
| ------ | --------------------------- | ---------------------------- | -------------------------- |
| 19     | Зинаида Турчина             | «Спартак» (Киев)             | 1969—1982, 1984—1988       |
| 13     | Лариса Карлова              | «Спартак» (Киев)             | 1975—1987                  |
| 12     | Людмила Порадник (Бобрусь)  | «Спартак» (Киев)             | 1969—1980                  |
| 11     | Наталья Тимошкина (Шерстюк) | «Спартак» (Киев)             | 1969—1975, 1977, 1979—1981 |
| 10     | Татьяна Кочергина (Макарец) | «Спартак» (Киев)             | 1972—1981                  |
| 10     | Мария Литошенко (Маршуба)   | «Спартак» (Киев)             | 1969—1978                  |
| 9      | Ольга Зубарева              | «Спартак» (Киев)             | 1977—1985                  |
| 9      | Наталья Митрюк              | «Спартак» (Киев)             | 1978, 1980—1987            |
| 8      | Лариса Боброва              | «Спартак» (Киев)             | 1972—1979                  |
| 8      | Галина Захарова (Маноха)    | «Спартак» (Киев)             | 1969—1976                  |
| 8      | Ирина Пальчикова            | «Спартак» (Киев)             | 1977—1984                  |
| 7      | Светлана Дубинина (Пинчук)  | «Спартак» (Киев)             | 1970—1976                  |
| 7      | Любовь Одинокова (Бережная) | «Спартак» (Киев)             | 1978—1984                  |
| 6      | Марина Базанова             | «Спартак» (Киев)             | 1983—1988                  |
| 6      | Татьяна Глущенко            | «Спартак» (Киев)             | 1974—1979                  |
| 6      | Татьяна Горб                | «Спартак» (Киев)             | 1983—1988                  |
| 6      | Ольга Дедусенко             | «Спартак» (Киев)             | 1980—1985                  |
| 6      | Надежда Лозбина             | «Спартак» (Киев)             | 1969—1974                  |
| 6      | Тамила Олексюк              | «Спартак» (Киев)             | 1983—1988                  |
| 5      | Валентина Живых (Боброва)   | «Луч»                        | 1962—1965, 1968            |
| 5      | Валентина Игнатьева         | «Локомотив» (Одесса), «Труд» | 1958, 1959, 1962—1964      |
| 5      | Любовь Панченко (Драга)     | «Спартак» (Киев)             | 1973—1977                  |
| 5      | Ирина Самородова            | «Луч»                        | 1962—1965, 1968            |
| 5      | Тамара Стрельникова         | «Луч»                        | 1962—1965, 1968            |
| 5      | Евгения Товстоган           | «Спартак» (Киев)             | 1984—1988                  |
| 5      | Галина Тулякова             | «Луч»                        | 1962—1965, 1968            |
| 5      | Лидия Шевченко              | «Спартак» (Киев)             | 1969—1973                  |